# Està passant

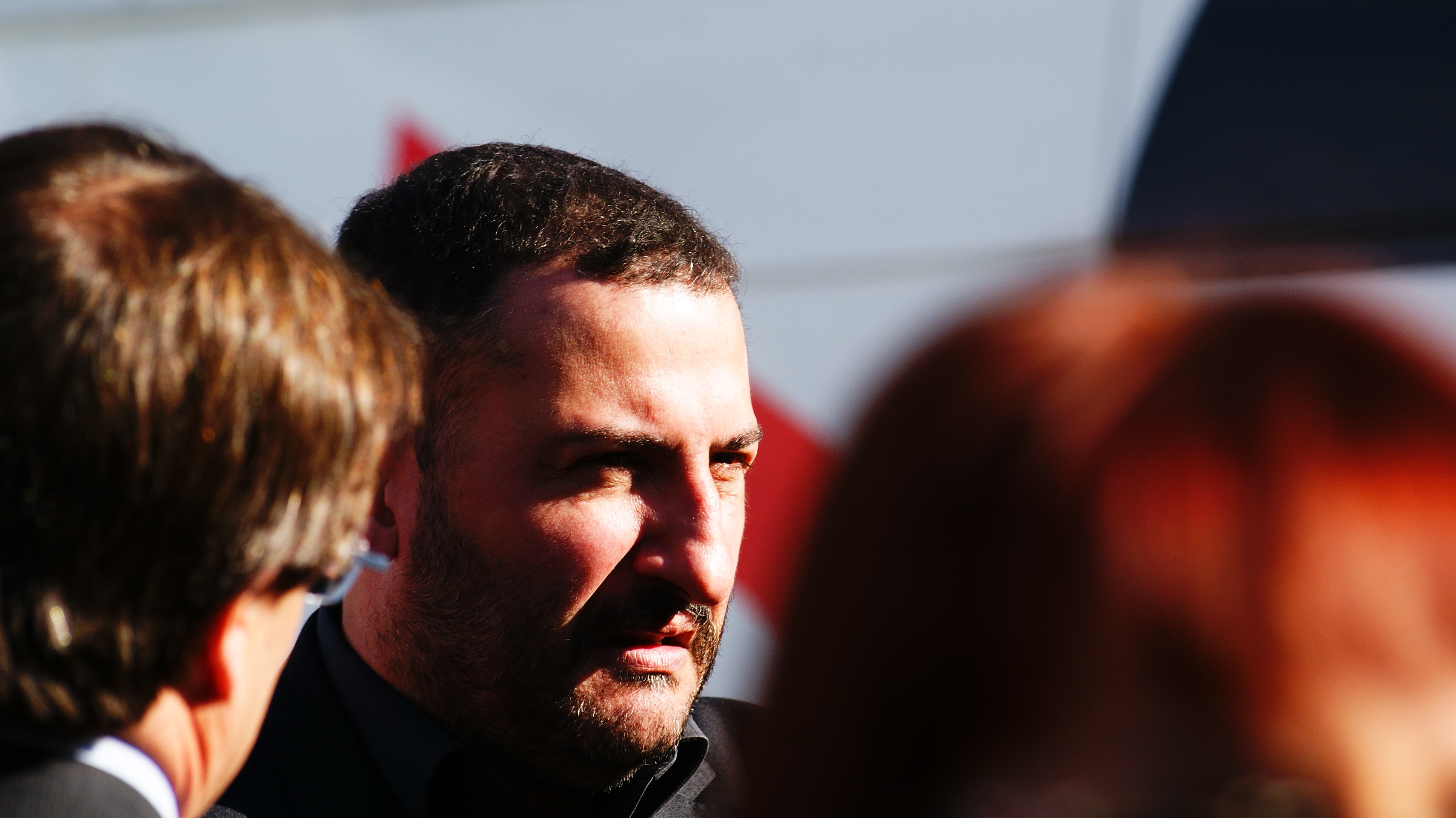
Toni Soler, presentador de E/P

Està passant (E/P) es un informativo satírico que analiza las claves de la actualidad cada día, durante 45 minutos, en la franja anterior al "Telediario noche".
El programa, presentado por Toni Soler, nos acerca los principales temas del día, con especial atención a la actualidad política y al seguimiento de los medios de comunicación y las redes sociales. Todo ello, sin renunciar a la sátira que caracteriza la trayectoria del equipo de Minoría Absoluta.
Soler está acompañado al plató por Jair Domínguez y tras la marcha de Òscar Andreu, con Elisenda Carod, la reportera que va allá donde están pasando las cosas y lo explica.
Desde finales de 2019, y durante 2020, el programa ha ido adquiriendo nuevos colaboradores como Lluís Jutglar Calvés (Peyu) o Magí García Vidal, encargado de dar voz a la actualidad deportiva, además de participar también en el guion del programa y obtener un papel más principal junto con los presentadores. En el último año, Òscar Andreu ha vuelto a participar en el plató como colaborador puntual.

## Audiencia
| Temp. | Temp. | Fecha de emissión        | Fecha de emissión   | Audiencia    | Audiencia |
| Temp. | Temp. | Inicio                   | Fin                 | Espectadores | Cuota     |
| ----- | ----- | ------------------------ | ------------------- | ------------ | --------- |
|       | 1     | 13 de septiembre de 2017 | 20 de julio de 2018 |              | 17,7%     |
|       | 2     | 10 de septiembre de 2018 | 27 de junio de 2019 | 370.000      | 18,1%     |
|       | 3     | 2 de septiembre de 2019  | 26 de junio de 2020 | 403.000      | 19,5%     |
|       | 4     | 7 de septiembre de 2020  | -                   | -            | -         |

En febrero de 2019, mes en que comenzó el juicio del "procès", fue el que marcó las mejores cifras, con un 20,5% de cuota de pantalla. El capítulo más visto fue el del 26 de febrero de 2019, con un porcentaje de un 24,8% y 614.000 espectadores.